# Eutelia adulatricoides
Eutelia adulatricoides là một loài bướm đêm trong họ Noctuidae.